# セネブエフ
セネブエフ（在位：紀元前1800年? - 紀元前1796年?）は、古代エジプト第13王朝の第2代ファラオ（王）。資料によってはソンベフ、アメンエムハト・セネブエフと表記される。

## 概要
第12王朝の王アメンエムハト4世の息子で、第13王朝初代の王であるセベクヘテプ1世の兄弟であったと考えられている。トリノ王名表によればその即位名はセケムカラーという。セネブエフ自身は首都イチ・タウイから統治したと思われるが、彼の実在を証明する遺物は主にテーベから発見されている。また、ヌビアからはセケムカラーの名を持つ王の3年目から4年目の日付が記された記念碑が複数見つかっており、少なくとも4年間は統治したと考えられる。
一部の研究者は、セネブエフが第13王朝4代目の王であるアメンエムハト5世と同一人物であると考えており、その真偽を巡って長年議論が続いている。セネブエフ自身は「アメンエムハト・セネブエフ」という誕生名を名乗っているが、Ryholtを中心とする研究者はこれを、自身の個人名に父親の名前を組み込んだ結果であると解釈し、セネブエフがアメンエムハト4世の息子であるとする説の証拠としている。さらに、セネブエフとアメンエムハト5世との間に、トリノ王名表に載っていない王が短期間在位していた可能性を提示し、両者は別人であると主張している。対して、第12王朝から第13王朝にかけての時代には、一人の人物が複数の異なる個人名を持つ例が多く見られることから、Frankeに代表されるグループはアメンエムハト5世をセネブエフ自身のもう一つの個人名と考え、両者を同一人物とする説を唱えている。